# Astragalus jagnobicus
Astragalus jagnobicus es una especie de planta del género Astragalus, de la familia de las leguminosas, orden Fabales.

## Distribución
Astragalus jagnobicus se distribuye por Tayikistán.

## Taxonomía
Fue descrita científicamente por Lipsky. Fue publicada en Trudy Imp. S.-Peterburgsk. Bot. Sada xxvi. 138 (1910).